# Brothers and Sisters (The Allman Brothers Band)
| Recensione | Giudizio |
| ---------- | -------- |
| AllMusic   |          |

Brothers and Sisters è il quinto album discografico della The Allman Brothers Band, pubblicato dall'etichetta discografica Capricorn Records nell'agosto del 1973.

## Il disco
Il primo album del gruppo interamente registrato dopo la morte del leader Duane Allman e immediatamente dopo la morte del bassista Berry Oakley, Brothers and Sisters ha visto gli Allman Brothers raggiungere un picco commerciale. L'album è arrivato al primo posto nella classifica degli album degli Stati Uniti Billboard 200 per cinque settimane e alla decima in Olanda ed inoltre ha contenuto come unico singolo il pezzo Ramblin' Man di Richard Betts che ha raggiunto il secondo posto della classifica singoli negli Stati Uniti Billboard Hot 100 e il settimo in Canada. Betts in questo album è passato in prima linea scrivendo inoltre altri brani importanti presenti nell'album, l'allegro e strumentale Jessica, l'orecchiabile Southbound (cantato da Gregg Allman) ed il country blues Pony Boy. Il suono del gruppo inoltre risulta essere in qualche modo differente, con l'inserimento del pianista Chuck Leavell che funge da secondo strumento principale al posto della doppia chitarra che fino a quel momento era stato un po' il marchio del gruppo.
La copertina interna dell'album mostra una grande fotografia dell'estesa famiglia Allman - i membri del gruppo, le mogli, le compagne, i bambini, i cani, tutti appaiono felici come una serena comunità hippy, un'apparenza che sembra estranea agli attriti interni e agli sviluppi esterni che il gruppo subirà nel corso degli anni successivi. In copertina campeggia una fotografia del piccolo Vaylor Trucks, figlio del batterista Butch Trucks. Sul retro, invece, è presente una foto di Brittany Oakley, figlia del bassista Berry Oakley e della moglie Linda.

## Tracce
Lato A
1. Wasted Words – 4:19 (Gregg Allman)
2. Ramblin' Man – 4:46 (Richard Betts)
3. Come and Go Blues – 4:52 (Gregg Allman)
4. Jelly Jelly – 5:47 (Trade Martin)

Durata totale: 19:44
Lato B
1. Southbound – 5:07 (Richard Betts)
2. Jessica – 7:02 (Richard Betts)
3. Pony Boy – 5:50 (Richard Betts)

Durata totale: 17:59
Edizione doppio CD (Super Deluxe Edition) del 2013, pubblicato dalla Mercury Records (0602537288045)
CD 1 (Brothers and Sisters remastered)
1. Wasted Words – 4:20 (Gregg Allman)
2. Ramblin' Man – 4:48 (Richard Betts)
3. Come and Go Blues – 4:55 (Gregg Allman)
4. Jelly Jelly – 5:46 (Trade Martin)
5. Southbound – 5:10 (Richard Betts)
6. Jessica – 7:31 (Richard Betts)
7. Pony Boy – 5:51 (Richard Betts)

Durata totale: 38:21
CD 2 (Rehearsal, Jam and Outtakes previously unreleased) 
1. Wasted Words (Rehearsal) – 5:06 (Gregg Allman) – Prova - registrato il 3 dicembre 1972
2. Trouble No More (Rehearsal) – 3:58 (McKinley Morganfield) – Prova - registrato tra la fine ottobre / inizio novembre del 1972
3. Southbound (Instrumental Outtake) – 5:56 (Richard Betts) – Outtake - brano strumentale - registrato l'8 novembre 1972
4. One Way Out (Rehearsal) – 5:38 (Marshall Sehorn, Elmore James, Sonny Boy Williamson) – Prova - data di registrazione sconosciuta
5. I'm Gonna Move to the Outskirts of Town (Rehearsal) – 11:14 (William Weldon) – Prova - data di registrazione sconosciuta
6. Done Somebody Wrong (Rehearsal) – 3:50 (Elmore James) – Prova - registrato il 3 dicembre 1972
7. Double Cross (Outtake) – 4:36 (Gregg Allman) – Outtake - registrato il 13 maggio 1973
8. Early Morning Blues (Outtake) – 9:27 (Gregg Allman) – Outtake - registrato il 27 maggio 1973
9. A Minor Jam (Studio Jam) – 16:30 (Chuck Leavell, Lamar Williams , Jaimoe, Butch Trucks, Les Dudek) – Studio Jam - registrato l'8 marzo 1973

Durata totale: 66:15

## Musicisti
Wasted Words
- Gregg Allman - voce, chitarra ritmica
- Richard Betts - chitarra slide
- Berry Oakley - chitarra basso
- Butch Trucks - batteria
- Jaimoe - batteria

Ramblin' Man
- Richard Betts - voce, chitarra solista
- Gregg Allman - organo
- Berry Oakley - basso
- Chuck Leavell - pianoforte, accompagnamento vocale
- Les Dudek - chitarra solista
- Butch Trucks - batteria, percussioni
- Jaimoe - batteria, congas

Come and Go Blues
- Gregg Allman - voce, organo
- Richard Betts - chitarra solista
- Lamar Williams - basso
- Chuck Leavell - pianoforte, pianoforte elettrico
- Butch Trucks - batteria, percussioni, congas
- Jaimoe - batteria

Jelly Jelly
- Gregg Allman - voce, organo
- Richard Betts - chitarra solista
- Lamar Williams - basso
- Chuck Leavell - pianoforte
- Butch Trucks - batteria, percussioni, congas
- Jaimoe - batteria

Southbound
- Gregg Allman - voce solista, organo
- Richard Betts - chitarra solista
- Lamar Williams - basso
- Chuck Leavell - pianoforte
- Butch Trucks - batteria, percussioni
- Jaimoe - batteria

Jessica
- Richard Betts - chitarra solista
- Gregg Allman - organo
- Lamar Williams - basso
- Chuck Leavell - pianoforte, pianoforte elettrico
- Les Dudek - chitarra acustica
- Butch Trucks - batteria, timpani, percussioni
- Jaimoe - batteria, congas

Pony Boy
- Richard Betts - voce, dobro
- Lamar Williams - basso acustico
- Chuck Leavell - pianoforte
- Tommy Talton - chitarra acustica
- Butch Trucks - batteria
- (Butch and Dickie - hambone)

Wasted Words (Rehearsal)
- Gregg Allman - voce, chitarra ritmica
- Richard Betts - chitarra slide
- Lamar Williams - basso
- Chuck Leavell - pianoforte
- Butch Trucks - batteria
- Jaimoe - batteria

Trouble No More (Rehearsal)
- Gregg Allman - voce, organo
- Richard Betts - chitarra solista
- Berry Oakley - basso
- Chuck Leavell - pianoforte
- Butch Trucks - batteria
- Jaimoe - batteria

Southbound (Instrumental Outtake)
- Richard Betts - chitarra solista
- Gregg Allman - organo
- Berry Oakley - basso
- Chuck Leavell - pianoforte
- Butch Trucks - batteria
- Jaimoe - batteria

One Way Out (Rehearsal) / I'm Gonna Move to the Outskirts of Town (Rehearsal)
- Gregg Allman - voce, organo
- Richard Betts - chitarra solista
- Berry Oakley - basso
- Chuck Leavell - pianoforte
- Butch Trucks - batteria
- Jaimoe - batteria

Done Somebody Wrong (Rehearsal)
- Gregg Allman - voce, chitarra ritmica
- Richard Betts - chitarra slide
- Lamar Williams - basso
- Chuck Leavell - pianoforte
- Butch Trucks - batteria
- Jaimoe - batteria

Double Cross (Outtake)
- Gregg Allman - voce, organo
- Richard Betts - chitarra solista
- Lamar Williams - basso
- Chuck Leavell - pianoforte
- Butch Trucks - batteria
- Jaimoe - batteria

Early Morning Blues (Outtake)
- Gregg Allman - voce, organo
- Richard Betts - chitarra solista
- Lamar Williams - basso
- Chuck Leavell - pianoforte
- Butch Trucks - batteria, percussioni, congas
- Jaimoe - batteria

A Minor Jam (Studio Jam)
- Chuck Leavell - pianoforte
- Les Dudek - chitarra
- Lamar Williams - basso
- Butch Trucks - batteria
- Jaimoe - batteria

Note aggiuntive:
- Johnny Sandlin - produttore
- The Allman Brothers Band - produttore
- Registrazioni effettuate al Capricorn Sound Studios di Macon, Georgia
- Johnny Sandlin - ingegnere della registrazione
- Ovie Sparks - ingegnere della registrazione
- Buddy Thornton - ingegnere della registrazione
- Johnny Sandlin e Ovie Sparks - remixaggio[5][6]